# Джонкер
«Джонкер» («Йонкер») — один из знаменитых алмазов, крупный алмаз, имевший до огранки массу 726 карат.
Был обнаружен в январе 1934 года на участке, принадлежавшем Якобу Йонкеру, близ Претории в Южной Африке. Имел круглую форму и голубовато-белый цвет. Найденный алмаз был продан за 70 000 фунтов Алмазной корпорации, которая передала его в США ювелиру Гарри Уинстону. Огранка камня производилась в Нью-Йорке. Изготовлено 12 бриллиантов, крупнейший  (массой 142,9 карата), позднее был переогранён до 125,65 карат. Общая масса бриллиантов, полученных из камня, 370,87 карат.